# Суворов, Леонид Яковлевич
Леонид Яковлевич Суворов (21.08.1911 — 01.12.1985) — советский физик, специалист в области прикладной ядерной физики и ядерной энергетики, лауреат Сталинской премии.

## Биография
Родился в Путивле в семье рабочего.
- 1925—1928 подручный на Путивльской электростанции, одновременно учился в ремесленном училище.
- 1928—1930 учился в профтехшколе, одновременно работал слесаре в механических мастерских.
- 1930—1932 механик-электрик на электростанции.
- 1932—1937 учёба на физфаке ЛГУ (диплом с отличием).
- 1937—1940 инженер в Институте радиовещательного приема и акустики.
- 1940—1944 научный сотрудник ЛФТИ (с 1941 г. в эвакуации в Свердловске).
- 1944—1948 научный сотрудник Института атомной энергии (Москва).

С 1948 года и до последних дней жизни работал в Институте теоретической и экспериментальной физики (ИТЭФ).

## Научная деятельность
Научные интересы: исследование электрохимических коррозионных свойств конструкционных материалов (в первую очередь — титана и его сплавов), анализ кинетики роста кристаллов, поиск кварков, работы, связаны с кавитацией (поведение перегретых жидкостей, образование и эволюция пузырьков в полях облучения при различных температурных режимах и т. п.).
Доктор физико-математических наук. Один из основателей и руководителей кафедры прикладной ядерной физики МИФИ, около 15 лет читал там курс лекций.

## Награды
Сталинская премия 1953 года — за расчетные и экспериментальные работы по созданию атомного котла. Награждён орденом Трудового Красного Знамени (1953), многими медалями.

## Семья
Сын — Суворов Александр Леонидович (15.XI.1943 — 18.VI.2005) — физик, профессор МИФИ.